# Beahččarrivier
De Beahččarrivier  (Beahččarjohka) is een rivier die stroomt in de Zweedse gemeente Kiruna. De rivier ontstaat op de oostelijk hellingen van de Beahččarberg. Ze stroomt naar het noordwesten. Ze is 4km lang en gaat op in de Pieltjarivier.
Afwatering: Beahččarrivier → Pieltjarivier → Lävasrivier → Rautasrivier → Torne → Botnische Golf